# Guaicaipuro
Guaicaipuro é um município da Venezuela localizado no estado de Miranda.
A capital do município é a cidade de Los Teques.